# Åland Centre
Đảng Trung tâm Åland  (tiếng Thụy Điển: Åländska Centern) là một đảng nông nghiệp ở quần đảo Åland. Vào cuộc bầu cử năm 2003, đảng này giành được 24.1 % số phiếu phổ thông và 7 / 30 ghế Nghị viện Åland. Vào ngày 21 tháng 10 năm 2007, đảng giành được 23.5 % số phiếu phổ thông và 8 / 30 ghế.